# Irssi
Irssi es un cliente de IRC originalmente escrito por Timo Sirainen en C y liberado bajo la licencia GPL en enero de 1999.
Irssi fue desarrollado para funcionar principalmente en plataformas Unix, pero también funciona en Microsoft Windows a través de Cygwin o compilándolo de manera nativa a costa de la pérdida de algunas funciones.
Debido a su diseño y estructura puede integrarse Irssi en interfaces gráficas, muestra de ello son MacIrssi o las antiguas versiones de Colloquy.
Está escrito desde cero, sin usar código de otros clientes de IRC. Se destaca por ser altamente modificable en comparación con otros clientes, especialmente con los clientes GUI. Tiene la posibilidad de usar el lenguaje de script Perl para aumentar la funcionalidad del cliente. Como así también posibilita la instalación de diversos themes para modificar la apariencia del cliente en cuanto a colores, formatos y notificación de eventos. Además, tiene soporte de IPv6, UTF-8 y conexión simultánea a varias redes.
A pesar de ser un cliente IRC, existen plugins que permiten conectarse a otros protocolos como XMPP e ICQ.